# Nerva
Pour les articles homonymes, voir Nerva (homonymie).
Nerva, né sous le nom de Marcus Cocceius Nerva le 8 novembre 30 à Narni et mort le 27 janvier 98 à Rome, est empereur romain du 18 septembre 96 jusqu'à sa mort. À sa mort, il porte le nom de Imperator Nerva Cæsar Augustus Germanicus.
Nerva devient empereur à l'âge avancé de 65 ans, après une vie passée au service de l'Empire sous Néron et les empereurs de la dynastie flavienne. Durant le règne de Néron, proche conseiller de l'empereur, il joue un rôle prépondérant dans l'éventement de la conspiration de Pison en 65. Plus tard, il est récompensé pour sa loyauté envers les Flaviens en obtenant le consulat en 71 et en 90, respectivement sous Vespasien et Domitien.
Le 18 septembre 96, Domitien est assassiné dans son palais, conséquence d'un complot impliquant des membres de la garde prétorienne et plusieurs de ses affranchis. Le même jour, Nerva est investi des pouvoirs impériaux par le Sénat romain qui choisit l'empereur pour la première fois. Il promet alors de restaurer les libertés perdues sous le règne autocratique de Domitien.
Le bref règne de Nerva est marqué par des difficultés financières et son incapacité à asseoir son autorité sur l'armée romaine. Une révolte de la garde prétorienne en octobre 97 le contraint à désigner un successeur. Après quelques délibérations, Nerva adopte Trajan, un jeune et populaire général. Seize mois seulement après son accession au trône, Nerva meurt de causes naturelles le 27 janvier 98 , Trajan lui succède et lui accorde la divinisation.
Bien que la majeure partie de sa vie demeure largement inconnue, Nerva est considéré comme un empereur sage et modéré par les historiens antiques. Sa plus grande réussite est d'avoir assuré une transition du pouvoir pacifique après sa mort, fondant ainsi la dynastie des Antonins.

## Origine et ascendance

### Naissance
Marcus Cocceius Nerva est né dans le village de Narni en Ombrie, à 50 kilomètres au nord de Rome. Il est le fils de Marcus Cocceius Nerva, consul suffect sous Caligula vers 40, et de sa femme Sergia Plautilla.
Les sources antiques situent sa naissance entre 30 et 35 : Aurelius Victor retient l'année 35 tandis que Dion Cassius l'année 30. L'estimation de ce dernier est plus largement acceptée bien qu'une naissance datée en 35 donne à Nerva des âges plus cohérents lors de son accession aux différentes fonctions qu'il occupe.
Il a au moins une sœur, appelée Cocceia, qui épouse Lucius Salvius Otho Titianus, le frère du futur empereur Othon. À partir d'inscriptions, il a aussi été émis l'hypothèse que Titus Flavius Clemens été un fils de Cocceia, aussi sœur du futur empereur Nerva.
D'après une inscription et une reconstitution généalogique de François Chausson, on lui connaît une femme, Plotia, qui est désignée comme Augusta. S'il eut des enfants, ils sont décédés avant son avènement sur le trône impérial.

### Ascendance
À l'instar de Vespasien, fondateur de la dynastie des Flaviens, Nerva est membre de la noblesse italienne. Néanmoins, les Cocceii font partie des familles les plus importantes et respectées de la fin de la République et du début de l'Empire, parvenant à atteindre le consulat. Les ancêtres paternels de Nerva, portant tous le nom de Marcus Cocceius Nerva, sont associés au pouvoir impérial depuis le règne d'Auguste (27 av. J.-C. – 14 apr. J.-C.).
Son arrière-grand-père est consul en 36 av. J.-C. mais il abdique et est nommé proconsul d'Asie la même année. Son grand-père est connu pour être un ami personnel de l'empereur Tibère (14 – 37), accompagnant l'empereur durant son exil volontaire à Capri en 23. Il reste aux côtés de l'empereur jusqu'à sa mort en 37. Enfin, le père de Nerva est un juriste renommé et fortuné qui atteint le sommet de sa carrière sous l'empereur Caligula (37 – 41). Les Cocceii sont liés par mariage aux Julio-Claudiens par le mariage de Caius Octavius Laenas, frère de Sergia Plautilla, et de sa femme Rubellia Bassa, une arrière-petite-fille de Tibère, les parents de Sergius Octavius Laenas, marié avec Pontia, les parents de Sergius Octavius Laenas Pontianus. Sergia Plautilla et Caius Octavius Laenas étaient la fille et le fils de Caius Octavius Laenas et de sa femme Rubellia Bassa, fille de Caius Rubellius Blandus et de sa femme Julia Drusi Caesaris Filia.

#### Genealogie ascendante

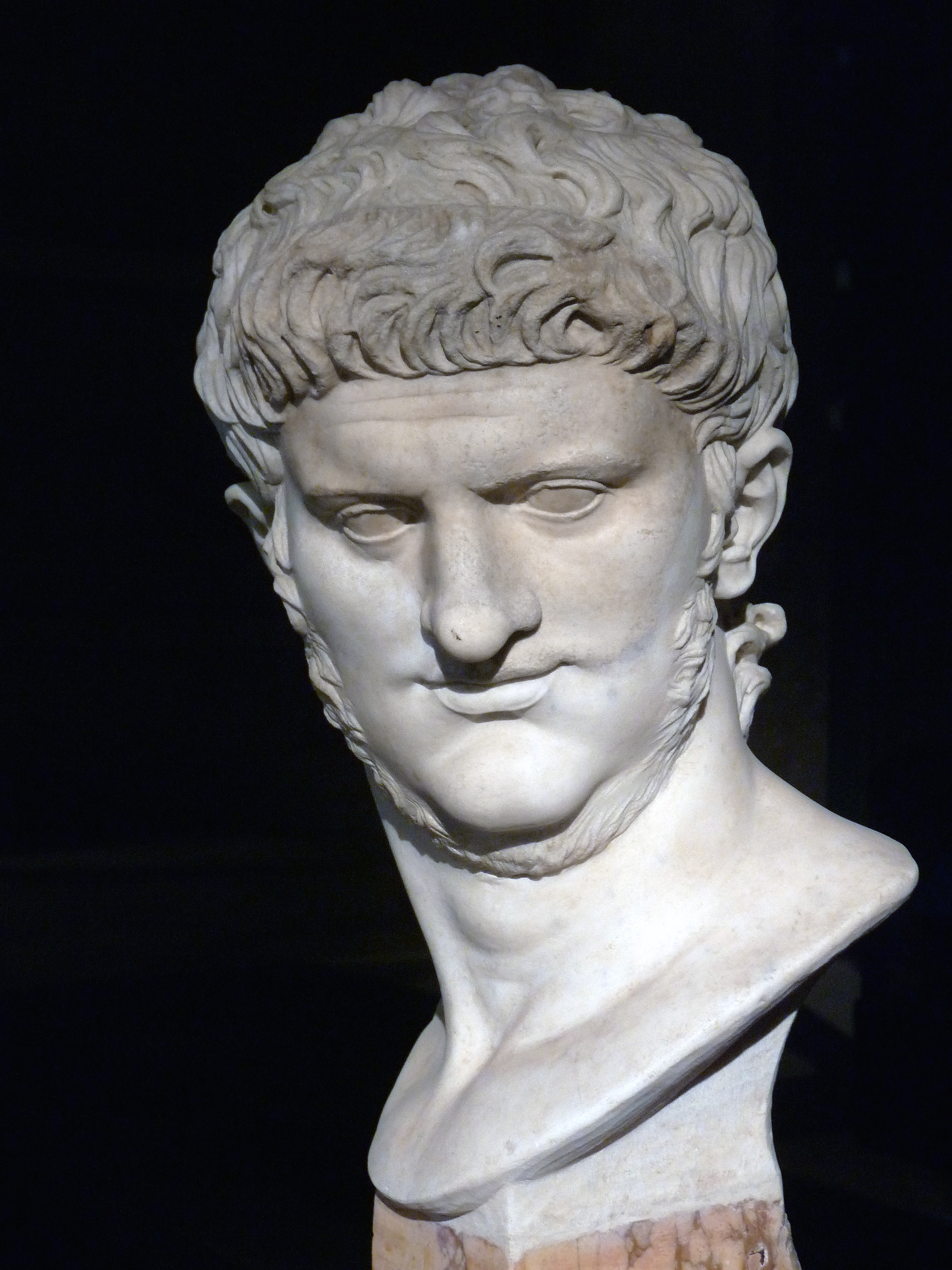
Buste de Néron.

## Début de carrière

### Conseiller de Néron
On sait peu de choses du début de la carrière de Nerva mais il apparaît qu'il n'a pas suivi un cursus honorum habituel ni une carrière militaire, il n'est fait aucune mention d'un commandement de légion ni d'un gouvernorat de province.
Il est élu préteur en 65 et, comme ses ancêtres, rejoint le cercle proche de l'empereur en tant que diplomate et stratège aux compétences reconnues. Comme conseiller de Néron, il aide à dévoiler la conspiration de Pison en 65. Son rôle exact n'est pas connu mais il a dû être prépondérant puisqu'il reçoit la même récompense pour sa loyauté que le préfet du prétoire Tigellin, c'est-à-dire les honneurs du triomphe pourtant habituellement réservés aux généraux victorieux sur le champ de bataille et l'honneur d'avoir ses statues placées dans le palais impérial.
Selon le poète Martial, Néron tient aussi en haute estime Nerva pour sa culture littéraire étendue, le surnommant le « Tibullus de notre époque ». Un autre membre influent de l'entourage de Néron n'est autre que Vespasien, général respecté qui a célébré plusieurs triomphes militaires durant les années 40. Nerva et Vespasien se lient d'amitié et ce dernier aurait demandé à Nerva de veiller sur son fils cadet, Domitien, lors de son départ pour la Judée en 67.

### Au service des Flaviens

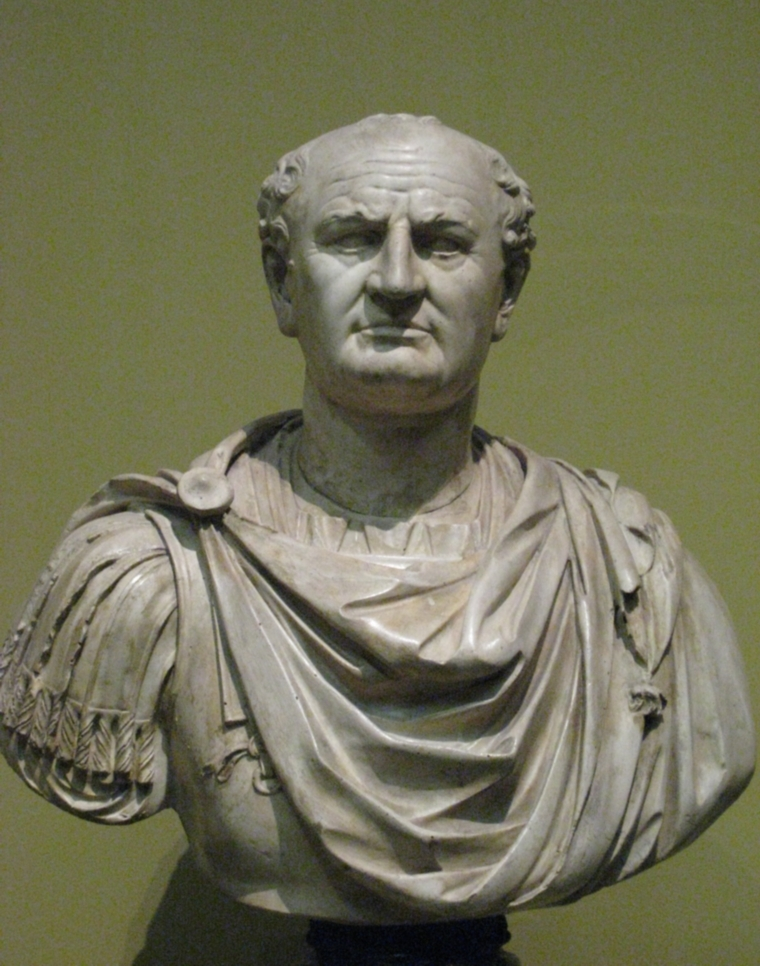
Buste de Vespasien.
Musée Pouchkine, Moscou.

Le suicide de Néron le 9 juin 68 met un terme à la dynastie des Julio-Claudiens. S'ensuit une période d'anarchie qui conduit à une guerre civile brutale connue sous le nom d'« année des quatre empereurs » et qui voit la montée en puissance et la chute successive des empereurs Galba, Othon et Vitellius, jusqu'à l'accession au trône de Vespasien le 22 décembre 69. On ne sait rien des agissements de Nerva durant cette période troublée mais, bien qu'il soit le beau-frère d'Othon, il est à peu près sûr qu'il est l'un des premiers et plus solides partisans des Flaviens.
En récompense pour les services rendus, Nerva est désigné consul dès 71. C'est un honneur remarquable car d'une part, il obtient le consulat assez tôt dans le règne de Vespasien et parce que d'autre part, il s'agit du consulat ordinaire (et non du consulat suffect, moins prestigieux), alors que cette fonction, sous les Flaviens, est réservée aux membres de la famille de l'empereur. Nerva est d'ailleurs le premier des trois consuls ordinaires à ne pas être membre de la famille impériale pendant les neuf années de règne de Vespasien.
Après 71, Nerva disparaît et poursuit probablement sa carrière comme conseiller de Vespasien puis de ses fils Titus (79-81) et Domitien (81-96).
Il réapparaît durant le soulèvement de Saturninus en 89. Le 1er janvier 89, le gouverneur de Germanie supérieure, Lucius Antonius Saturninus, et ses deux légions, la legio XIV Gemina et la legio XXI Rapax, se révoltent à Mogontiacum (Mayence) avec le soutien d'une tribu des Chattes. Le gouverneur de Germanie inférieure, Lappius Maximus, intervient, soutenu par le procurateur de Rhétie, Flavius Norbanus. La rébellion est réprimée en 24 jours et les chefs sont exécutés à Mayence. Les légions qui se sont mutinées sont envoyées en Illyrie tandis que celles qui ont participé à la répression de la révolte sont récompensées.
L'année suivante, Domitien partage le consulat avec Nerva. Cet honneur suggère que Nerva a pris part activement à la mise au jour de la conspiration de Saturninus, peut-être de la même façon qu'il l'a déjà fait en 65. Domitien peut également choisir Nerva pour collègue pour symboliser la stabilité du régime et le retour à l'ordre après la répression de la révolte.
Durant les années 90, Domitien assume de plus en plus ouvertement la nature autocratique de son règne. À partir de 93, Domitien élimine progressivement toutes les personnes qu'il suspecte d'être opposées au régime : on assiste alors à un grand nombre de disgrâces et d'exils. C'est justement à cette époque que Nerva disparaît une fois de plus. Il est tombé en disgrâce auprès de Domitien et passe les dernières années de son règne à Tarente. D'après Aurelius Victor "il s'était réfugié par crainte du tyran".

## Règne

### Accession au trône

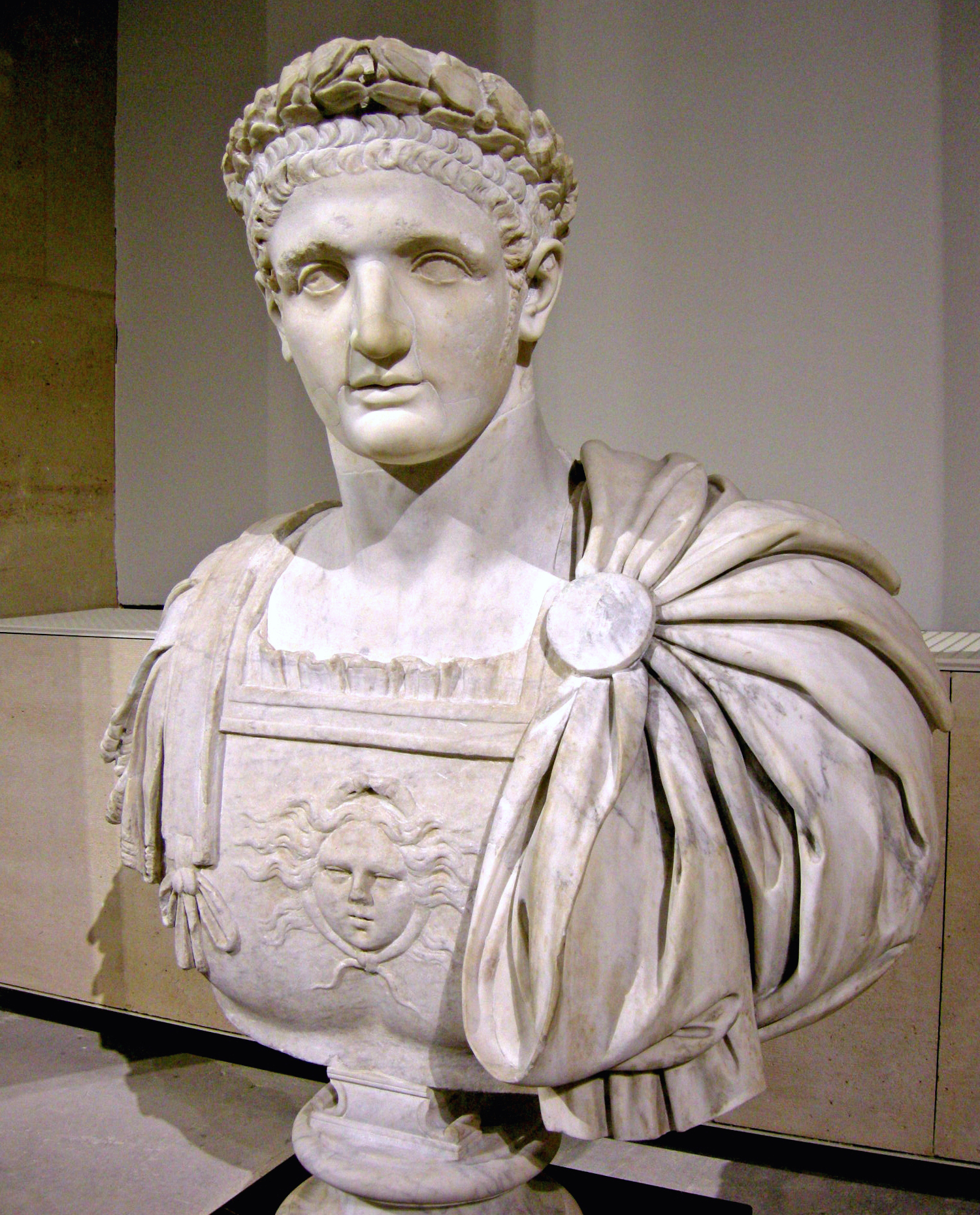
Buste de l'empereur Domitien,
musée du Capitole, Rome.

À partir de 95, le comportement de Domitien devient  de plus en plus imprévisible. Les membres de sa propre famille ne se sentent plus en sécurité. Le 18 septembre 96, Domitien meurt assassiné dans son palais à l'issue d'une conspiration organisée par des membres de la cour,. D'après les Fasti Ostienses, le Sénat proclame Nerva empereur le même jour. Ce choix, surprenant si on considère l'âge avancé de Nerva, le fait qu'il n'ait pas d'enfant et qu'il ait passé une grande partie de sa carrière dans l'ombre, suscite de nombreuses spéculations parmi les auteurs antiques et modernes sur son implication dans l'assassinat de Domitien,.
Selon Dion Cassius, les conspirateurs ont proposé à Nerva la succession avant l'assassinat, ce qui implique sa connaissance de l'existence du complot,. Au contraire, Suétone ne mentionne pas Nerva mais il peut sciemment omettre de préciser son rôle dans la conspiration étant donné que son travail est publié durant les règnes de Trajan et d'Hadrien, successeurs directs de Nerva. Dans ces conditions, il peut être dangereux de suggérer que la dynastie actuelle trouvait ses origines dans un meurtre. D'un autre côté, Nerva manque de soutien à travers tout l'Empire et est plutôt connu pour être un partisan loyal des Flaviens, ce qui aurait dû l'exclure de fait de la conspiration. Le rôle joué par Nerva restera toujours mystérieux mais des historiens modernes pensent que Nerva n'est acclamé empereur qu'à l'initiative du Sénat, dans les heures qui ont suivi l'annonce de la mort de Domitien.
Bien qu'il soit un candidat improbable du fait de son âge et de sa santé fragile, Nerva est considéré comme un bon candidat au trône, précisément parce qu'il est âgé et sans enfant. De plus, il garde des liens étroits avec les membres des Flaviens et bénéficie du respect d'une partie non négligeable du Sénat. Nerva a connu l'anarchie qui a suivi la mort de Néron et il sait qu'hésiter à accepter le trône, même quelques heures seulement, peut conduire à de violents conflits. Plutôt que décliner l'offre et risquer de plonger l'Empire dans une nouvelle guerre civile, il accepte. Si la décision paraît précipitée, ce ne serait donc pas parce que Nerva fait partie de la conspiration et que tout est prévu mais parce que le Sénat et Nerva veulent éviter les troubles de la succession.

### Rupture avec le règne de Domitien
Juste après l'acclamation de Nerva, le Sénat décrète la damnatio memoriæ pour Domitien : les pièces de monnaie et les statues à son effigie sont fondues, les arcs de triomphe qu'il a érigés sont démolis et son nom est effacé de tous les documents officiels,. Une grande partie des portraits de Domitien, comme ceux des reliefs découverts sous le palais de la Chancellerie, sont simplement modifiés en portraits de Nerva. Cela permet la production rapide de nouvelles images tout en réutilisant des matériaux déjà existants. De plus, le vaste palais de Domitien sur le Palatin, connu sous le nom de « domus augustana », est renommé en « maison du Peuple » et Nerva choisit la villa de Vespasien des Jardins de Salluste comme résidence officielle.
Le changement de gouvernement permet au Sénat de reprendre son souffle après avoir souffert sous le règne de Domitien. Comme geste immédiat de bonne volonté envers ses partisans, Nerva promet publiquement qu'aucun sénateur ne sera mis à mort tant qu'il sera empereur. Il met fin aux procès pour lèse-majesté et fait annuler les condamnations pour ce motif, permettant de nombreux retours d'exil.
Tous les biens confisqués sous Domitien sont restitués à leurs anciens propriétaires. Nerva pense même à impliquer davantage le Sénat dans son gouvernement mais il n'y parvient pas complètement. Il se repose beaucoup sur ses amis et conseillers qui sont dignes de confiance et maintient des relations amicales avec la faction du Sénat favorable à Domitien. Certains lui sont tout de même hostiles au point de mettre sur pied au moins une conspiration,.
Les émissions monétaires de Nerva saluent le changement de régime : les revers des monnaies vantent la Libertas publica (« la liberté publique »), l’Æquitas Augusti (« l’équité d’Auguste ») ou encore la Providentia Senatus (« la providence du Sénat »).

### Politiques sociale et économique

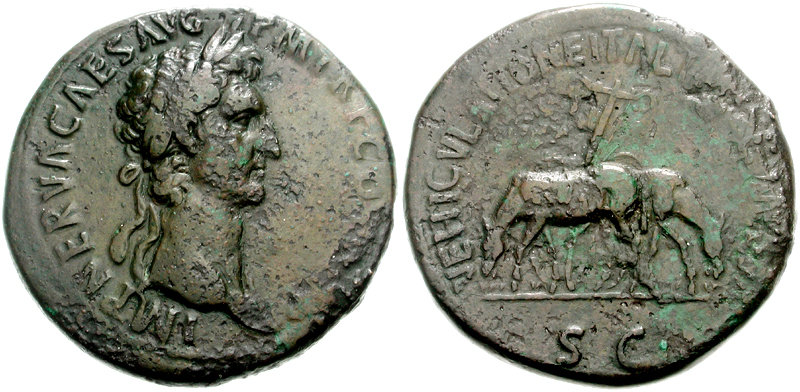
Sesterce daté de 97 portant la devise '.

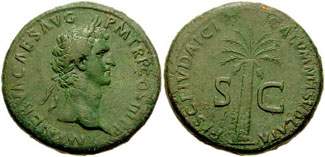
Sesterce frappé entre janvier et septembre 97 portant la mention ', c'est-à-dire « Abolition des poursuites intentées au sujet de l'impôt sur les Juifs ».

Ayant été proclamé empereur à la seule initiative du Sénat, Nerva doit prendre un certain nombre de mesures pour gagner le soutien du peuple romain. Comme il est de coutume à cette époque qu'une accession au pouvoir d'un nouvel empereur s'accompagne de donations généreuses au profit du peuple et de l'armée, Nerva donne un congiarium de 75 denarii par citoyen et un donativum de près de 5 000 denarii par soldat de la garde prétorienne. Ces donations sont suivies par une série de réformes économiques qui doivent permettre d'alléger les charges qui pèsent sur les Romains les plus pauvres.
Nerva tente de soutenir l'activité agricole en Italie, alors défaillante, et distribue aux plus pauvres des lopins de terre pour un montant total de 60 millions de sesterces. Il exempte les parents et leurs enfants qui viennent d’acquérir la citoyenneté romaine d'une taxe sur l'héritage de 5% et accepte de prêter aux propriétaires italiens à la condition qu'ils paient un intérêt de 5% à leur municipalité pour venir en aide aux enfants des familles pauvres. Cette aide alimentaire est étendue sous Trajan, Antonin le Pieux et Marc Aurèle. De plus, certaines provinces romaines bénéficient d'une remise d'impôt et les municipes italiennes d'un allègement des charges, Nerva mettant au compte de l’État les frais d'entretien des relais de la poste publique.
Nerva assouplit les conditions de prélèvement du fiscus judaicus, taxe individuelle versée par chaque Juif collectée au profit de Rome depuis la destruction du Temple. Domitien l’avait généralisée à tous ceux qui se conduisent « comme des Juifs » (more iudaico) vers 92, sans faire de nuance entre les nombreuses pratiques juives et philosophiques. Cela a donné lieu à de vives tensions à cause du zèle de certains percepteurs qui veulent vérifier la judaïté de contribuables potentiels. Nerva ne supprime pas l'impôt mais le restreint à ceux qui pratiquent leur religion au grand jour, entraînant une différenciation de plus en plus claire entre juifs et chrétiens,,.
Toutes ces mesures sont coûteuses, bien que certainement moins qu'on a pu le suggérer. Elles finissent par déséquilibrer les finances de Rome, nécessitant la création d'une commission spéciale de cinq sénateurs chargée de diminuer de façon drastique les dépenses. Les cérémonies religieuses jugées superflues, les jeux et courses de chars sont abolis alors que la vente aux enchères des possessions de Domitien, incluant les navires, les demeures et même le mobilier, et la récupération de l'argent et de l'or de ses statues permettent de renflouer les caisses. Nerva interdit d'ailleurs que des statues similaires soient élevées en son honneur.

### Opérations édilitaires
À cause de la brièveté de son règne, Nerva ne peut mener à bien de grands projets d'embellissement de la capitale, se contentant d'achever les projets lancés sous les Flaviens, notamment d'importants travaux d'entretien du système routier romain et la réorganisation et l'agrandissement du réseau d'aqueducs de Rome.
Il confie cette dernière tâche au consulaire Frontin qu'il rappelle en 97. Frontin en profite pour mettre un terme aux détournements abusifs de l'eau et les aqueducs retrouvent leur débit initial. Il publie un important traité sur l'approvisionnement en eau de Rome, De Aquis Urbis Romæ et remet un rapport détaillé à Nerva. Ce dernier décide alors, suivant les conseils du curateur des eaux, de séparer les eaux qui alimentent la capitale selon leur qualité : les eaux de meilleures qualités sont réservées à la boisson (comme celles de l'Aqua Marcia et celles de l'Aqua Claudia) tandis que les plus troubles (comme celles de l'Anio Novus) servent à entretenir les jardins de la ville.
Les seuls monuments construits sous Nerva sont un entrepôt connu sous le nom d'Horrea Nervæ, situé probablement le long de la via Ardeatina, et le forum de Nerva (ou Transitorium) dont les travaux ont commencé sous Domitien.

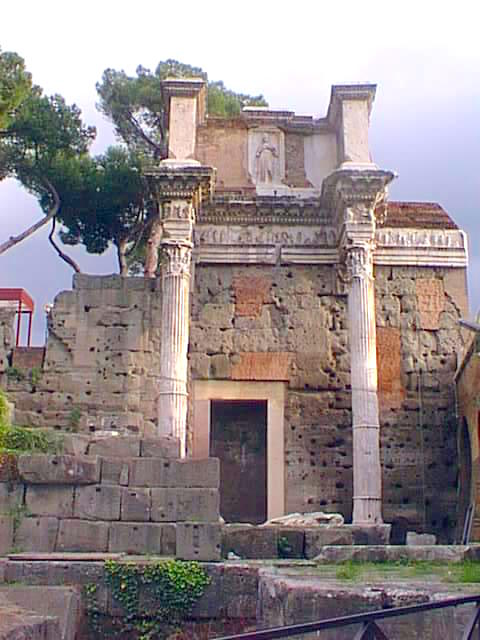
Vestige des colonnes du grand péristyle du forum de Nerva ou Transitorium.
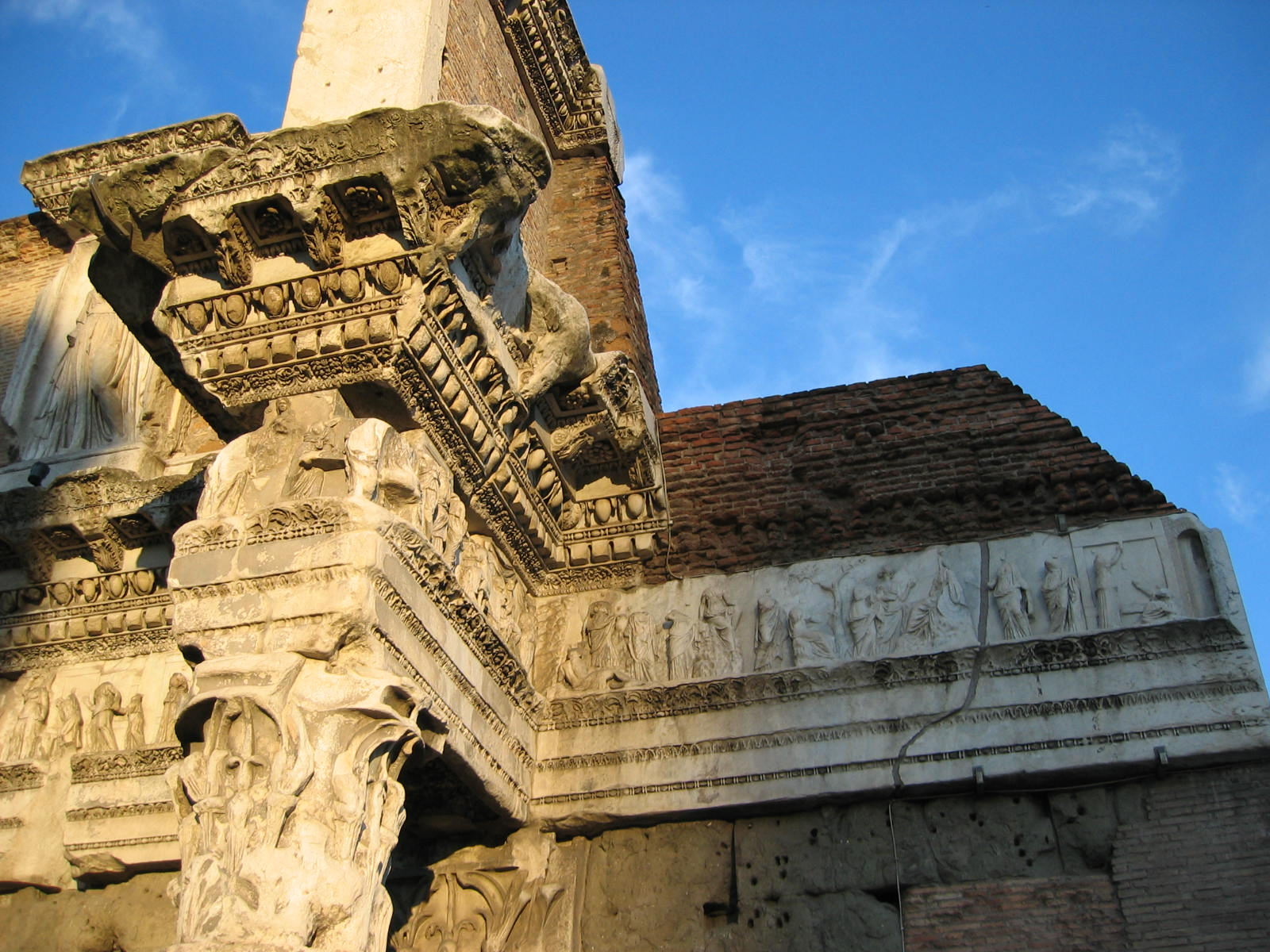
Détail de l'entablement du péristyle du forum de Nerva.
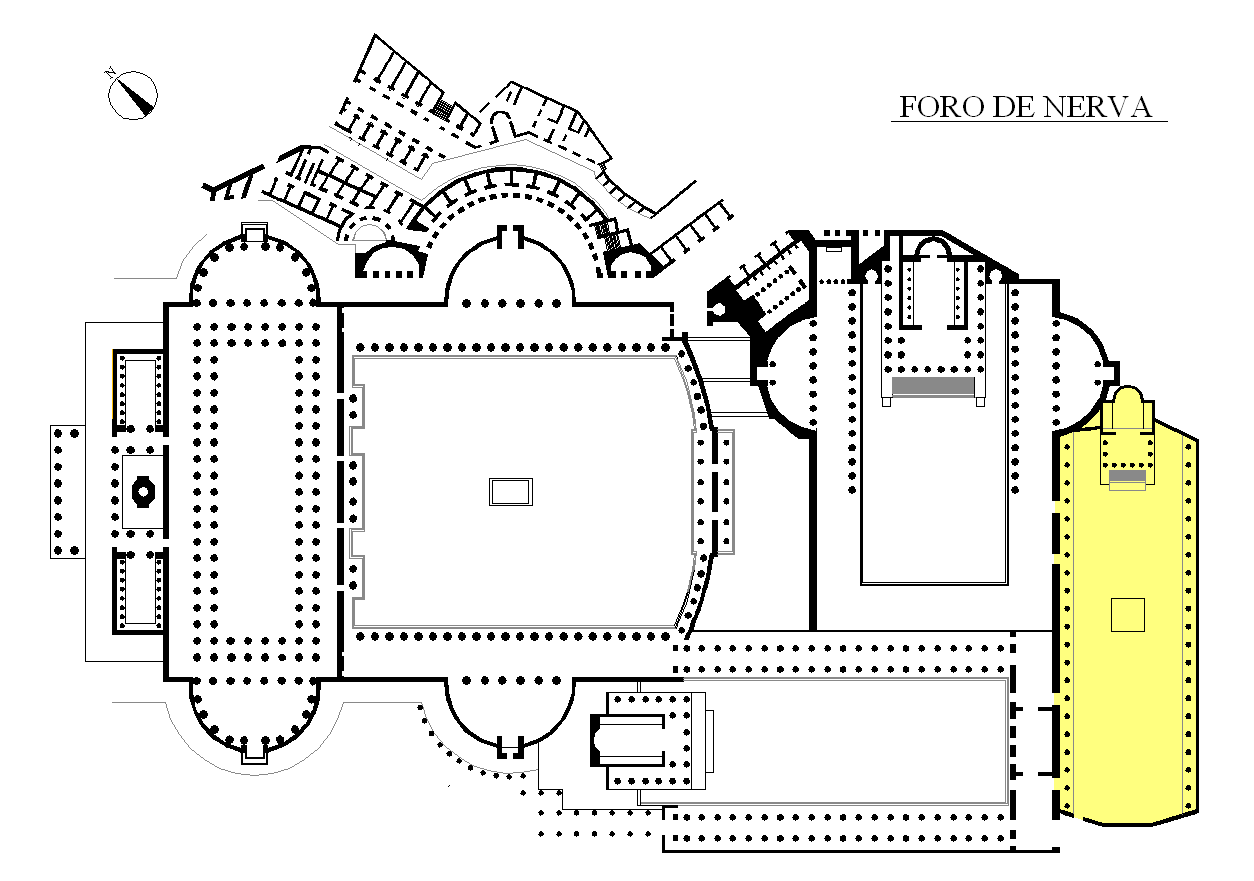
Plan partiel des forums impériaux situant le forum de Nerva.

### Crise de succession

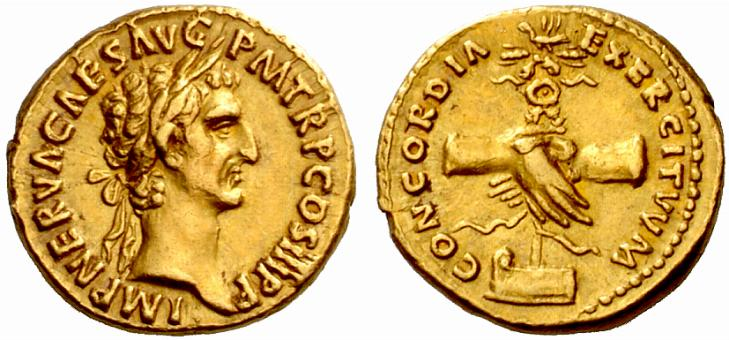
Aureus romain frappé sous Nerva, vers 97. Sur le côté pile, on peut voir deux mains serrées sous une aigle et la devise Concordia Exercituum, symbolisant l'unité entre l'empereur et l'armée romaine.

Si les mesures prises par Nerva lui permettent de devenir populaire auprès du Sénat et du peuple romain, il en va autrement en ce qui concerne l'armée. En effet, les partisans de Domitien y demeurent nombreux et ont demandé sa déification juste après sa mort.
Dans une tentative d'apaisement de la garde prétorienne, Nerva démet de ses fonctions leur préfet Titus Petronius Secundus, un des chefs de la conspiration contre Domitien, et rappelle ensuite à sa place Casperius Ælianus. Le généreux donativum accordé par Nerva aux soldats de la garde prétorienne, doit calmer les protestations qui commencent à s'élever à propos du violent changement de régime. Néanmoins, les Prétoriens considèrent cette mesure comme insuffisante et réclament l'exécution des assassins de Domitien, refusée par Nerva. Ce refus entraîne une des plus graves crises de son règne.
Bien que la succession de Domitien se soit déroulée sans heurt, Nerva se montre incapable d'asseoir son autorité. Après son accession au trône, il ordonne que les procès pour trahison soient arrêtés mais, dans le même temps, il autorise le Sénat à poursuivre les délateurs. Cette mesure incohérente entraîne une situation chaotique : chacun agit dans son propre intérêt et tente de régler ses comptes avec ses ennemis personnels, ce qui conduit un consulaire à remarquer que finalement, la tyrannie de Domitien est peut-être préférable à l'anarchie de Nerva. Au début de 97, une conspiration menée par le sénateur Calpurnius Crassus échoue. Nerva refuse de faire exécuter les conspirateurs, allant à l'encontre de l'avis du Sénat. Crassus est exilé à Tarente, avant d'être exécuté durant le règne d'Hadrien. En Pannonie, le philosophe Dion de Pruse parvient à calmer un début de révolte et en Germanie supérieure, des camps sont incendiés. Les troubles sont réprimés par l'intervention de Trajan, gouverneur de la province.
La situation est encore aggravée par l'absence de successeur clairement désigné, ce qui se fait d'autant plus pressant que Nerva est âgé et de santé fragile. Il n'a aucun héritier naturel et seulement des membres de famille éloignés qui ne peuvent pas prétendre lui succéder. Le successeur de Nerva doit être choisi parmi les gouverneurs ou généraux de l'Empire soutenus à la fois par l'armée et par le peuple,. Vers 97, Nerva songe peut-être sérieusement à adopter Marcus Cornelius Nigrinus, le puissant gouverneur de Syrie. Une faction du Sénat s'oppose à cette décision et soutient le plus populaire Marcus Ulpius Traianus, général des armées du limes du Rhin.
En octobre 97, les tensions s’accroissent encore quand la garde prétorienne, commandée par Casperius Ælianus, assiège le palais impérial et prend Nerva en otage. Celui-ci est contraint de se plier aux exigences des Prétoriens, autorisant l'arrestation des responsables de la mort de Domitien. Il est même forcé de prononcer un discours public remerciant la garde prétorienne pour son action « salutaire, ». Titus Petronius Secundus et Parthenius, ministres de Domitien, sont arrêtés et exécutés. Nerva sort physiquement indemne de cette prise d'otage mais son autorité est définitivement affaiblie. La mutinerie menée par Casperius Ælianus ne doit pas être vue comme une tentative de coup d'État mais comme un moyen calculé de faire pression sur l'empereur.
Nerva réalise le caractère fragile et instable de sa position en l'absence de successeur. Peu après l'action des Prétoriens, il arrête son choix sur Trajan, le seul candidat qui a une expérience militaire suffisante, des ancêtres sénateurs et des relations dans tout l'Empire. Le 28 octobre 97, Nerva monte au Capitole et annonce qu'il adopte Trajan en ces termes :
« Puisse la chose être heureuse et favorable pour le Sénat et le Peuple romain, ainsi que pour moi-même ! J'adopte Marcus Ulpius Nerva Traianus, ».
Cette décision peut être considérée comme une abdication implicite,. Le Sénat ratifie la décision de l'empereur en décernant le titre de César à Trajan. Ce dernier partage le consulat avec Nerva pour l'année 98.

## Mort et succession

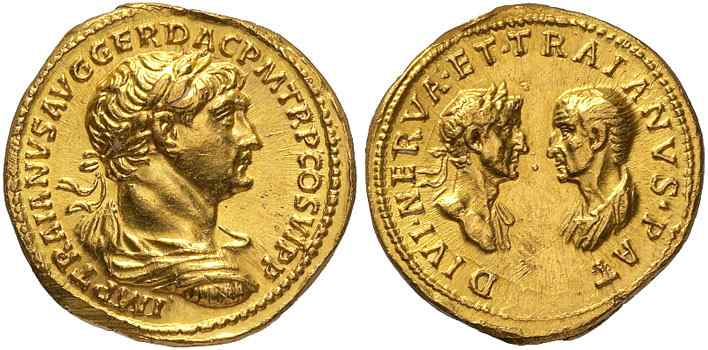
Aureus frappé sous Trajan, vers 115. Le côté pile commémore le père naturel de Trajan, Marcus Ulpius Traianus (à droite), et son père adoptif, Nerva divinisé (à gauche).

Le 1er janvier 98, au début de son quatrième consulat, Nerva fait un infarctus durant une audience privée. Peu après, atteint d'une forte fièvre, il meurt dans sa villa des Jardins de Salluste, le 27 janvier. Il est déifié sur ordre du Sénat et ses cendres sont déposées dans le mausolée d'Auguste. L'hypothèse d'un assassinat de Nerva n'est pas impossible, car la succession fut bien rapide, et son règne, très court, d'autant plus que la nature de sa fièvre ne fut pas précisée, et serait peut-être un empoisonnement.[réf. nécessaire]
Trajan succède à Nerva sans heurt et est accueilli par la population avec enthousiasme. Il dédie un temple à Nerva, dont il ne reste aucune trace aujourd'hui, et fait frapper des pièces de monnaie où figure Nerva déifié jusqu'à dix ans après la mort de ce dernier. Le préfet du prétoire responsable de la mutinerie contre Nerva, Casperius Ælianus, est démis de ses fonctions et peut-être exécuté.

## Noms et titres

### Noms successifs
- 30, naît MARCUS•COCCEIUS•NERVA
- 96, accède à l'Empire : IMPERATOR•NERVA•CÆSAR•AUGUSTUS
- 97, il prend le titre de Germanicus : IMPERATOR•NERVA•CÆSAR•AUGUSTUS•GERMANICUS

### Titres et magistratures
- Consul quatre fois en 71, 90, 97 et 98
- Pater patriæ en 96
- Pontifex maximus en 96
- Acclamé Imperator en 96 et 97
- Détient la puissance tribunitienne à partir de 96, renouvelée le 18 septembre 96, le 18 septembre 97 et le 10 décembre 97.
- Titulature complète à sa mort en 98 : IMPERATOR•NERVA•CÆSAR•AVGVSTVS•GERMANICVS,PONTIFEX•MAXIMVS,TRIBVNICIÆ•POTESTATIS•III,IMPERATOR•II,CONSVL•IV,PATER•PATRIÆ

## Postérité

### Les sources

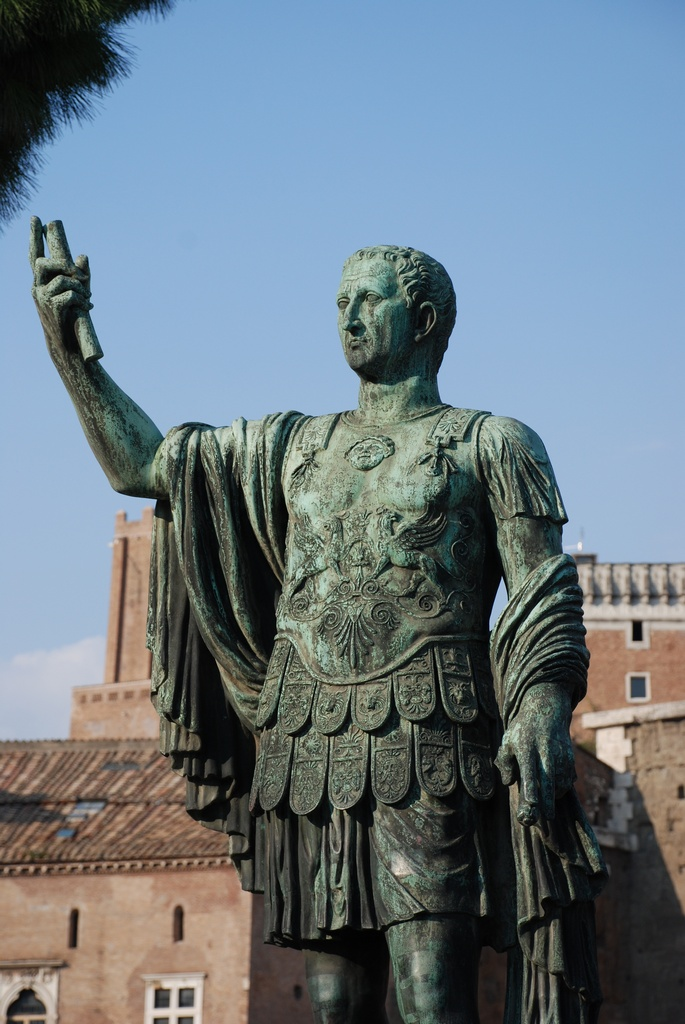
Statue de Nerva le long de la Via dei Fori Imperiali, à Rome.

Une grande partie de la vie de Nerva demeure obscure à cause du manque de sources écrites pour cette période. La majorité des informations concernant la vie de Nerva provient de l'Histoire romaine de Dion Cassius, historien du IIIe siècle, qui s'étend sur près d'un millénaire, de l'arrivée d’Énée en Italie jusqu'à l'année 229. Son texte nous parvient via des résumés byzantins, parfois obscurs et très incomplets,. Des détails supplémentaires sont fournis par la brève biographie de Nerva dans le Liber de Cæsaribus, une série de biographies impériales datée du IVe siècle et attribuée à Aurelius Victor.
Un autre texte pourrait décrire en détail la vie de Nerva : les Histoires de Tacite, historien contemporain de Nerva et Trajan. Ce texte se penche sur les trois décennies s'étendant du suicide de Néron jusqu'à l'assassinat de Domitien. Malheureusement, une grande partie du texte est perdue, seuls les cinq premiers livres nous sont parvenus, couvrant l'année des quatre empereurs.

### Les historiens antiques
Dans la partie qui a survécu des Histoires, Tacite parle du bref règne de Nerva en des termes positifs bien qu'il ne fasse aucun commentaire approfondi sur sa politique. Il va plus loin dans l'éloge dans l'introduction de sa biographie d'Agricola, De Vita Agricolæ, décrivant son règne comme « l'aube d'une ère heureuse, [qui a débuté] quand Nerva Cæsar a réuni deux choses jusque-là irréconciliables, la souveraineté et la liberté ». Dion Cassius et Aurelius Victor insistent sur sa sagesse et sa modération,, et le premier approuve sans réserve sa décision de désigner Trajan comme héritier.

### Les historiens desXVIIIeetXIXesiècles
Ce point de vue favorable des historiens antiques est repris par Edward Gibbon, historien du XVIIIe siècle, dans son Histoire de la décadence et de la chute de l'Empire romain. Gibbon considère que Nerva est le premier des « cinq bons empereurs », sous lesquels l'Empire romain « est gouverné par un pouvoir absolu, guidé par la sagesse et la vertu », de 96 jusqu'à 180. Néanmoins, Gibbon note que, comparé à ses successeurs, Nerva a manqué des compétences nécessaires pour faire de son règne un règne brillant.
Jusqu'au début du XXe siècle on a pensé que Nerva a établi une nouvelle tradition consistant à régler la succession grâce à une adoption, permettant de choisir le meilleur candidat quels que soient ses liens avec l'empereur en place. Cette idée est progressivement abandonnée pour devenir minoritaire parmi les historiens modernes.

### Les historiens contemporains
Les historiens contemporains répandent l'idée d'un empereur bien intentionné mais faible et inefficace. Le Sénat profite d'une liberté retrouvée sous son règne mais la mauvaise gestion des finances et le manque d'autorité de Nerva sur l'armée ont failli entraîner une crise importante. Finalement, on peut se demander si les talents et compétences de Nerva sont vraiment adaptés à la fonction impériale.
Son règne semble néanmoins une transition nécessaire avant les règnes de Trajan et des Antonins et c'est une ironie de l'Histoire si la plus grande réalisation architecturale achevée sous son règne est aujourd'hui connue sous le nom de « Forum Transitorium ».

### Dans la culture populaire
Au cinéma, le rôle de Nerva est joué par Norman Wooland dans Quo vadis, film de 1951, et par Giuliano Gemma dans Revolt of the Praetorians, film de 1964.
Aujourd'hui, des statues représentant Nerva peuvent être vues à Gloucester, en Angleterre, à l'entrée de la Southgate Street et dans sa ville natale de Narni, en Italie, dans la rue Coccei Nerva.

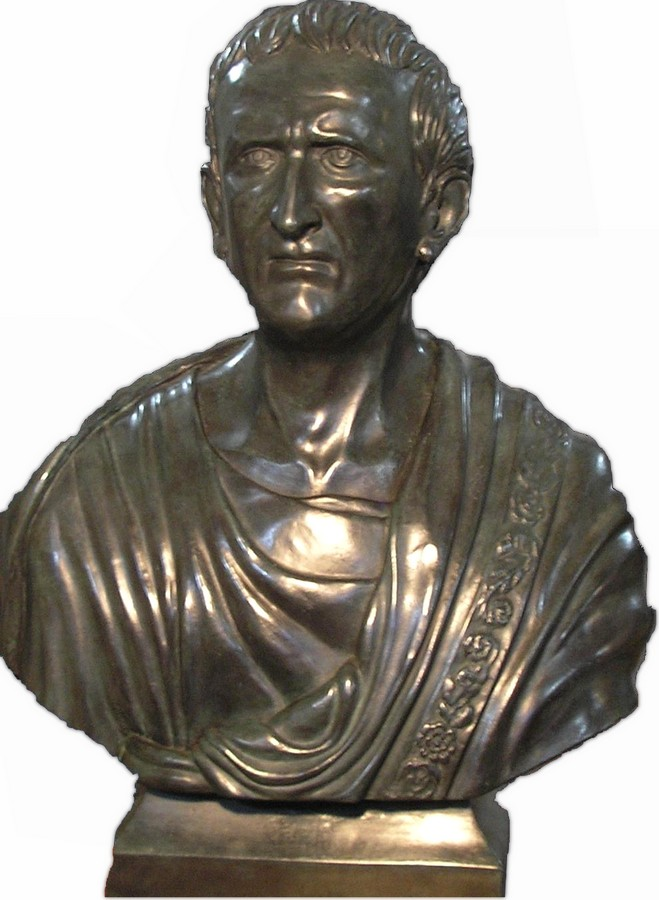
Buste en bronze de Nerva, Narni.
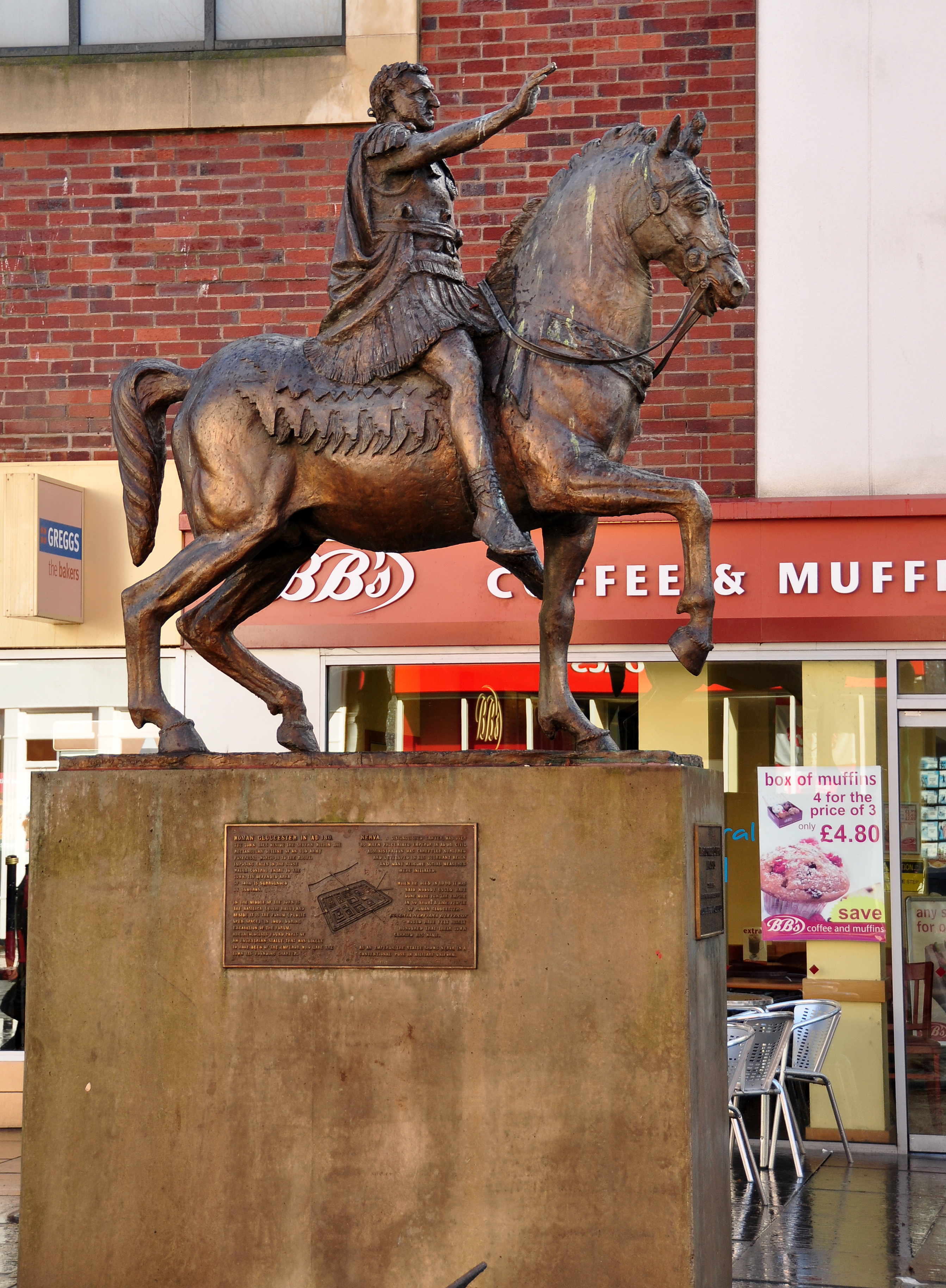
Statue équestre de Nerva, Gloucester.